# 源信時
源 信時（みなもと の のぶとき/さねとき）は、平安時代後期の貴族。村上源氏顕房流、権中納言・源国信の子。官位は正四位下・越後守。

## 経歴
備前守を経て、仁平2年（1152年）正月28日に伊賀守に任ぜられる。その後さらに越後守に転じるなど主に各国の受領を歴任した。

## 系譜
- 父：源国信
- 母：高階経成の娘
- 妻：俊平の娘
  - 男子：源顕信（1133年-1207年）
- 生母不明の子女
  - 男子：元雲
  - 男子：信遍
  - 男子：任遍